# Bedum
Bedum este o comună și o localitate în provincia Groningen, Țările de Jos. 

## Localități componente
Bedum, Noordwolde, Onderdendam, Zuidwolde, Ellerhuizen, Westerdijkshorn.